# UDP-3-O-acil-N-acetilglukozaminska deacetilaza
UDP-3-O-acil--acetilglukozaminska deacetilaza (EC 3.5.1.108, LpxC protein, LpxC enzim, LpxC deacetilaza, deacetilaza LpxC, UDP-3-O-acil-GlcNAc deacetilaza, UDP-3-O-((R)-3-hidroksimiristoil)--acetilglukozaminska deacetilaza, UDP-(3-O-acil)-N-acetilglukozaminska deacetilaza, UDP-3-O-(R-3-hidroksimiristoil)--acetilglukozaminsla deacetilaza, UDP-(3-O-(R-3-hidroksimiristoil))-N-acetilglukozaminsla deacetilaza) je enzim sa sistematskim imenom UDP-3-O-((3R)-3-hidroksimiristoil)--acetilglukozamin amidohidrolaza. Ovaj enzim katalizuje sledeću hemijsku reakciju
UDP-3-O-[(3R)-3-hidroksimiristoil]--acetilglukozamin + 2O {\displaystyle \rightleftharpoons } UDP-3-O-[(3R)-3-hidroksimiristoil]-D-glukozamin + acetat
Ovaj enzim sadrži cink.

## Literatura
- Nicholas C. Price; Lewis Stevens (1999). Fundamentals of Enzymology: The Cell and Molecular Biology of Catalytic Proteins (Third изд.). USA: Oxford University Press. ISBN 019850229X.
- Eric J. Toone (2006). Advances in Enzymology and Related Areas of Molecular Biology, Protein Evolution (Volume 75 изд.). Wiley-Interscience. ISBN 0471205036.
- Branden C; Tooze J. Introduction to Protein Structure. New York, NY: Garland Publishing. ISBN 0-8153-2305-0.
- Irwin H. Segel. Enzyme Kinetics: Behavior and Analysis of Rapid Equilibrium and Steady-State Enzyme Systems (Book 44 изд.). Wiley Classics Library. ISBN 0471303097.

## Spoljašnje veze
- UDP-3-O-acyl-N-acetylglucosamine+deacetylase на 